# 김재소 (축구 선수)
김재소(1965년 11월 6일 ~ )는 대한민국의 전 축구 선수이다. 2014년 4월 선문대학교의 감독을 맡았다.